# Championnat d'Europe de Formule 2 1980
Navigation
1979 1981
Le championnat d'Europe de Formule 2 1980 est la quatorzième édition du championnat d'Europe de Formule 2. Il a été remporté par le britannique Brian Henton, de l'écurie Toleman.

## Courses de la saison 1980
| no  | Date         | Épreuve                       | Lieu         | Vainqueur         | Voiture      | Équipe                  | Résumé |
| --- | ------------ | ----------------------------- | ------------ | ----------------- | ------------ | ----------------------- | ------ |
| 149 | 7 avril      | Jochen Rindt Trophy           | Thruxton     | Brian Henton      | Toleman-Hart | Toleman Group           | Résumé |
| 150 | 13 avril     | Trophée d'Allemagne           | Hockenheim   | Teo Fabi          | Team March   | Team March              | Résumé |
| 151 | 27 avril     | Grand Prix de l'Eifel         | Nürburg      | Teo Fabi          | Team March   | Team March              | Résumé |
| 152 | 12 mai       | Grand Prix de Rome            | Vallelunga   | Brian Henton      | Toleman-Hart | Toleman Group           | Résumé |
| 153 | 25 mai       | Grand Prix de Pau             | Pau          | Richard Dallest   | AGS-BMW      | Ecurie Motul GPA Nogaro | Résumé |
| 154 | 8 juin       | BRDC International Trophy     | Silverstone  | Derek Warwick     | Toleman-Hart | Toleman Group           | Résumé |
| 155 | 22 juin      | Grand Prix du Limbourg        | Zolder       | Huub Rothengatter | Toleman-Hart | Docking-Spitzley Ltd    | Résumé |
| 156 | 6 juillet    | Grand Prix du Mugello         | Mugello      | Brian Henton      | Toleman-Hart | Toleman Group           | Résumé |
| 157 | 20 juillet   | Grand Prix de Zandvoort       | Zandvoort    | Richard Dallest   | AGS-BMW      | Ecurie Motul GPA Nogaro | Résumé |
| 158 | 2 août       | Grand Prix de la Méditerranée | Enna-Pergusa | Siegfried Stohr   | Toleman-BMW  | Docking-Spitzley Ltd    | Résumé |
| 159 | 10 août      | Grand Prix de l'Adriatique    | Nogaro       | Andrea De Cesaris | March-BMW    | Project 4 Racing        | Résumé |
| 160 | 28 septembre | Grand Prix du Bade-Wurtemberg | Hockenheim   | Teo Fabi          | March-BMW    | Team March              | Résumé |

Course hors championnat
| Date        | Épreuve             | Lieu  | Vainqueur     | Voiture | Résumé    |
| ----------- | ------------------- | ----- | ------------- | ------- | --------- |
| 7 septembre | Grand Prix de Monza | Monza | Derek Warwick | Toleman | Résultats |